# Chiesa di San Rocco e Sacro Cuore di Gesù
La chiesa di San Rocco e Sacro Cuore di Gesù è un luogo di culto cattolico situato nella frazione di Terrile nel comune di Uscio, nella città metropolitana di Genova. La chiesa è sede della parrocchia omonima del vicariato di Recco-Uscio-Camogli dell'arcidiocesi di Genova.

## Storia e descrizione

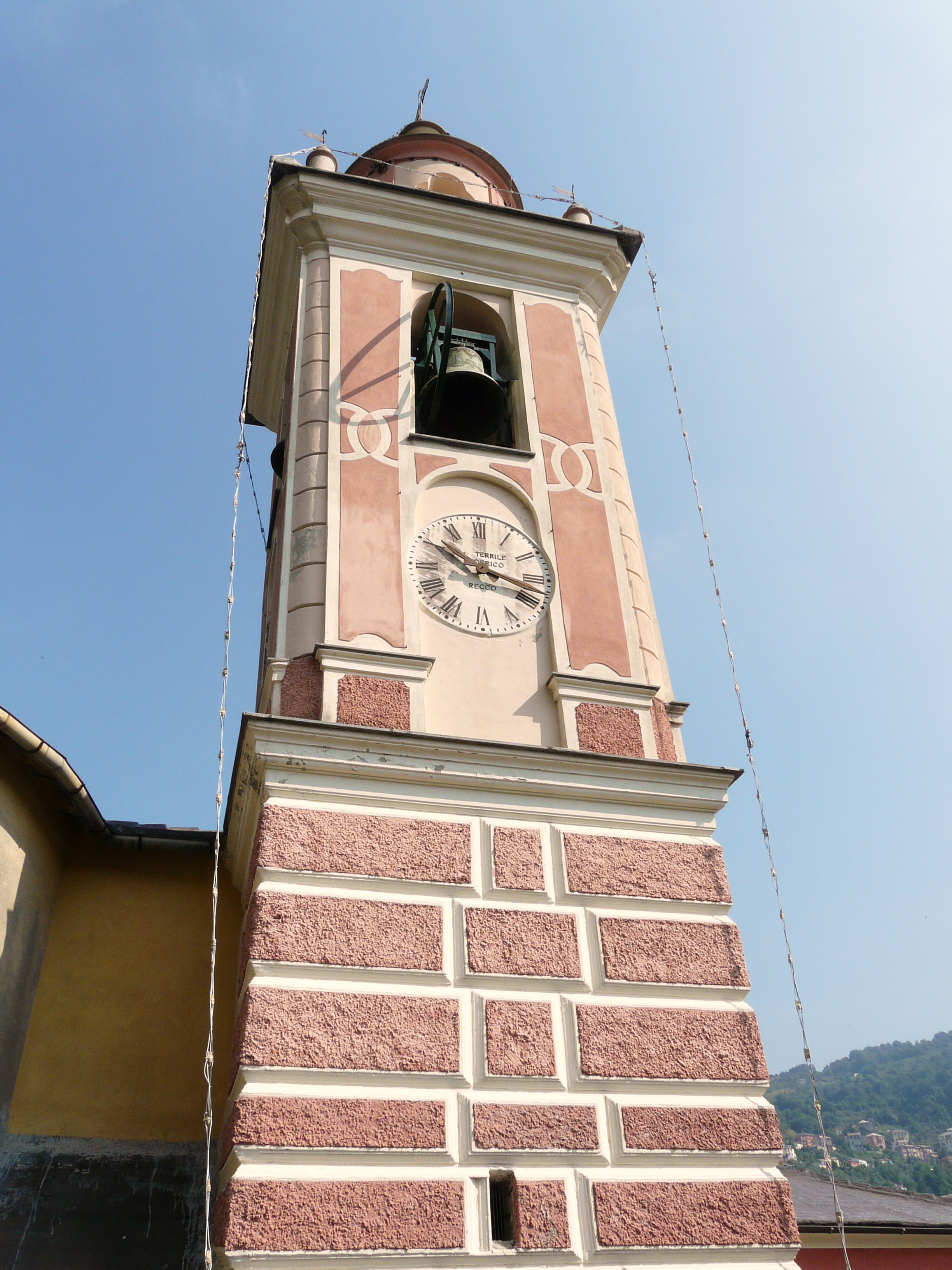
Particolare del campanile

Eretta già nel 1400 come una piccola cappella dedicata a san Rocco, venne successivamente ingrandita per la liberazione della frazione dalla peste nel 1467 e dal 1646 chiesa parrocchiale di Terrile.
Al suo interno sono conservati, oltre all'altare maggiore del 1755, un dipinto raffigurante la Madonna della Salute del 1832. Altro quadro pregiato è quello raffigurante San Sebastiano di Luca Cambiaso e la scultura lignea di San Rocco del XVII secolo.